# Laura Orvieto
Pour les articles homonymes, voir Orvieto (homonymie).
Laura Orvieto née Laura Cantoni  (Milan 1876 - Florence 1953) est un écrivain pour enfants  de nationalité italienne.

## Biographie
D'origine juive, elle épouse son cousin le poète florentin Angiolo Orvieto (issu d'une famille de banquiers extrêmement fortunés) en  1899 et s'installe à Florence. Elle y anime de nombreuses associations culturelles et philanthropiques. Elle aimait depuis son adolescence lire et raconter des histoires pour enfants et écrit des livres pour la jeunesse sous le pseudonyme de Mrs El ou sous son nom de femme mariée de Laura Orvieto, traduits en plusieurs langues et illustrés par Ezio Anichini dans le style de l'Art nouveau. Elle collabore au journal Il Marzocco (1896-1905) fondé par son époux. Elle écrivit aussi en 1920 la biographie de Florence Nightingale fondatrice d'œuvres d'assistance aux infirmes. Pendant la guerre, elle se réfugie avec son époux chez le Père Massimo da Porretta de Mugello. Après la guerre, elle collabore au journal  La Settimana dei ragazzi (La Semaine des enfants). Le 18 octobre 1949, elle fête  ses noces d'or avec son époux et meurt quatre ans plus tard en 1953.

## Œuvres
- Leo et Lia (1909)
- Storie della storia del mondo. Greche e barbare, Florence, Bemporad, 1911
  - Légendes du monde grec et barbare, illustrations : Ezio Anichini, Fernand Nathan, coll.« Contes et légendes de tous les pays », 1924; rééditions : 1926, 1930, 1932, 1933, 1940, 1955, 1958; illustrations : Richard Clifton-Dey, 1962, 1966, 1969, 1972
- Principesse, bambini e bestie  (1914) (Princes, enfants et bêtes)

- Sono la tua serva e tu sei il mio signore: così visse Fiorenza Nightingale, Florence, Le Monnier 1920
- Storie della storia del mondo Beppe racconta la guerra '  (1925) (Beppe raconte la guerre ).
- Storie della storia del mondo  Il Natale di Roma'' (1928) (Contes et légendes de la naissance de Rome)
- Storie della storia del mondo La forza di Roma  (1933). (La puissance de Rome)
- Storie della storia del mondo Viaggio meraviglioso di Gianni nel paese delle parole
- Les héros de la guerre de Troie
- Storia di Angiolo
- Storia di bambini molto antichi   (1937) .